# Mateo de Moncada
Mateo de Moncada fue conde de Aderno y Agosta y gran senescal del Reino de Sicilia durante el reinado Federico el Simple.
Era hijo de Guillermo Ramón II de Moncada y su esposa, Margarita Sclafani.
Fue nombrado dos veces vicario general del Ducado de Atenas y Neopatria, desde 1359 a 1361 y nuevamente desde 1363 a 1366. El último nombramiento se produjo después de que el gobernante de facto de los ducados, el mariscal Roger de Lauria, admitiera una guarnición turca en Tebas para fortalecer su propia posición. Los habitantes del ducado enviaron una delegación al rey, quien en agosto de 1363 nombró a Mateo para el cargo, según se informa de por vida, con la tarea de restaurar el orden. Mateo mismo no fue a Grecia, pero las tropas que envió fueron fuertemente derrotadas por Roger y sus hombres. Como Roger también estaba involucrado en un conflicto con la colonia veneciana de Negroponte, y debido al peligro que representaban sus tropas turcas para todos los Estados cristianos de Grecia, se había formado una coalición formada por Venecia, los caballeros hospitalarios, el Principado de Acaya y la provincia bizantina de Mistrá, que derrotó a los turcos de Roger en una batalla naval frente a Mégara y lo obligó a llegar a un acuerdo en 1365. A pesar de que los señores catalanes de Atenas estaban ahora dispuestos a afirmar su sumisión al rey, Moncada se mostró reacio a ir a Grecia, donde la situación era inestable y peligrosa; como resultado, el rey Federico se vio obligado a legitimar el poder de Roger y reconocerlo como vicario general a fines de 1366.